# Adler und Falken
Die Adler und Falken, Deutsche Jugendwanderer e. V. waren ein der Wandervogelbewegung nahestehender, völkisch geprägter Jugendbund, der 1920 von Wilhelm Kotzde-Kottenrodt gegründet wurde und 1921 rund 3000 Mitglieder im Deutschen Reich, in Österreich und in Böhmen hatte. Nach Konflikten um die Bundesführung spaltete sich 1929 die inhaltlich ähnlich ausgerichtete Deutsche Falkenschaft ab. Die beiden koedukativen Bünde mussten 1933 alle Mitglieder unter 18 Jahren in die Hitler-Jugend überführen und lösten sich wenig später selbst auf.

## Ziele
Ziel der Adler und Falken war die „Erneuerung des deutschen Menschen“ auf Grundlage der deutschen Kultur und die Vermeidung „artfremder Einflüsse“ auf die Mitglieder. Im Bund waren Jungen und Mädchen zusammengeschlossen, da sein Ziel auch durch die Bildung „völkisch gesinnter Familien“ erreicht werden sollte.
Zur kulturellen Bildung der Mitglieder übernahmen die Adler und Falken viele Elemente der Jugendmusikbewegung. Laienspielgruppen sollten die Ideenwelt des Bundes auch Außenstehenden nahebringen. Von den Adler und Falken bzw. der Deutschen Falkenschaft geführte Verlage veröffentlichten zahlreiche Broschüren über die Ideen der Bünde und über ihnen nahestehende Künstler.
Insgesamt nahm die künstlerische Bildung bei den Adler und Falken einen hohen Stellenwert im Vergleich zu anderen zeitgenössischen Jugendorganisationen ein. Das Naturerlebnis wurde auf Fahrten nach dem Vorbild des Wandervogels gesucht. In beidem, Kunst und Natur, sollte das „Deutschtum“ erlebbar werden. Darüber hinaus etablierten die Adler und Falken als erste Organisation eine strikte Altersgliederung: Bis zum Alter von 17 Jahren wurden die Mitglieder als Adler bezeichnet, danach als Falken. Mit 27 Jahren endete die eigentliche Mitgliedschaft. Die betreffenden Mitglieder gingen aber in die Altersorganisation Rolandsbund über.

## Geschichte

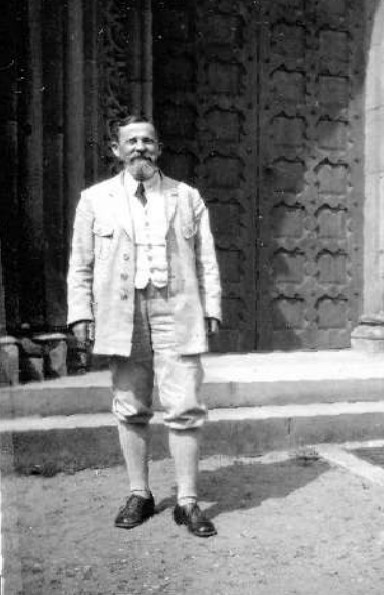
Wilhelm Kotzde-Kottenrodt, Gründer der Adler und Falken (1930)

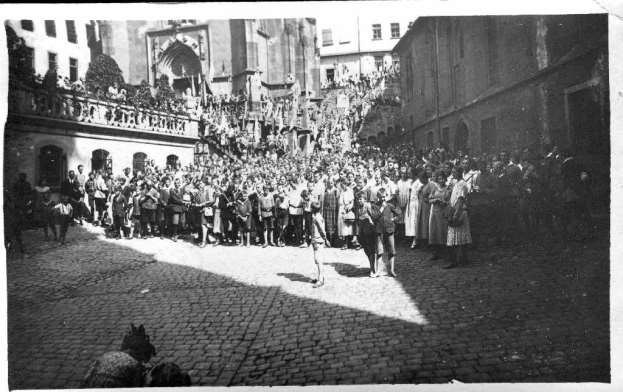
Bundestag 1924 der Adler und Falken in Wertheim - Abendsingen

Kotzde-Kottenrodt, der vor dem Ersten Weltkrieg Kontakt zur Wandervogelbewegung hatte und im Herbst 1919 den Verfall des Wandervogel e. V. auf dessen Bundestag in Coburg erlebte, gründete am 29. Februar 1920 mit Unterstützung des Deutschbundes die erste Gruppe der Adler und Falken in Kirchzarten. Durch starke Werbung insbesondere im Deutschbund schlossen sich dem Bund bis zum Sommer 1921 etwa 3000 Mitglieder an, obwohl es bis zu diesem Zeitpunkt außer einem Büro und zwei Mitgliederzeitschriften noch keine Bundesstrukturen gab. Das Fehlen von gemeinsamen Strukturen und Ideen führte im Sommer 1921 auf dem ersten Bundestag in Pottenstein zu inhaltlichen Auseinandersetzungen, einige Gruppen verließen den Bund wieder, während sich die verbleibenden Gruppen auf ein gemeinsames Programm einigten und gleichzeitig vom Deutschbund abgrenzten.
In den folgenden Jahren stabilisierte sich der Bund, der immer noch wesentlich von Kotzde-Kottenrodt beeinflusst wurde. Unter Kotzde-Kottenrodts Führung waren die Adler und Falken 1924 an der Gründung der Artamanen beteiligt, 1925 initiierte er ein Bündnis mit der von Gerhard Roßbach geführten Schilljugend. Aus dieser Zusammenarbeit ging Anfang 1926 die völkische Wochenzeitschrift Die Kommenden hervor.
Der 1927 eingeleitete Generationswechsel in der Bundesführung führte, verstärkt durch eine längere Krankheit Kotzde-Kottenrodts und durch wirtschaftliche Schwierigkeiten der dem Bund angeschlossenen Verlage, zu heftigen Konflikten zwischen Kotzde-Kottenrodt und den meist jüngeren Führern, die erst 1928 durch seinen Rücktritt als Bundesführer gelöst wurde. Die Auseinandersetzungen hatten auch ideologische Hintergründe: Während Kotzde-Kottenrodt einerseits eine stärkere nationalrevolutionäre Ausrichtung und andererseits Kulturarbeit mit altdeutschen Theater- und Singstücken propagierte, schlugen jüngere Führungsgestalten um Alfred Pudelko einen stärker militarisierten Kurs ein. Gemeinsam mit Kotzde-Kottenrodt verließen 1929 einige Gruppen, insbesondere aus Thüringen, die Adler und Falken und gründeten unter Kotzde-Kottenrodts Schirmherrschaft die Deutsche Falkenschaft.
Die Deutsche Falkenschaft wuchs schnell auf 1000 Mitglieder an, etwa gleichzeitig erreichten die Adler und Falken mit 3500 Mitgliedern in 250 Ortsgruppen ihre größte Ausdehnung. Zwischen beiden Bünden bestand Einigkeit über ihre völkische Ausrichtung, lediglich in zwei Punkten gab es wesentliche Differenzen: Sie betrafen die Stellung Kotzde-Kottenrodts und das Ausmaß des politischen Engagements. Während die Deutsche Falkenschaft die Mitarbeit ihrer Mitglieder in Parteien ablehnte und eine Erneuerung des Deutschtums durch vertiefte Kulturarbeit anstrebte, befürworteten die Adler und Falken nun unter Pudelko als Bundesleiter die Mitarbeit in politischen Parteien. Mit Pudelko war erstmals ein Mitglied der NSDAP Anführer einer größeren bündischen Organisation.
Beide Bünde versuchten in den folgenden Jahren ohne Erfolg einen Zusammenschluss der völkisch geprägten Wandervogelbünde zu erreichen. Der Zusammenschluss von Deutscher Falkenschaft, Wandervogel, Deutscher Bund, Österreichischem Wandervogel und Schwarzhäuser Ring zum Wandervogel, Bündnis der Greifen und Falken im Sommer 1930 hatte nur kurzen Bestand. Noch im Frühsommer 1933 verhandelten beide Bünde in Reaktion auf das Verbot des Großdeutschen Bundes mit dem Kronacher Bund der Wandervögel, dem Wandervogel Deutscher Bund und dem Österreichischen Wandervogel über einen Zusammenschluss, konnten aber keine Einigung über einen gemeinsamen Namen erreichen.
Wenige Wochen später überführten die Adler und Falken und die Deutsche Falkenschaft alle Mitglieder unter 18 Jahren in die Hitler-Jugend. Die nur noch aus älteren Mitgliedern bestehende Deutsche Falkenschaft löste sich im Sommer 1934 auf, die Adler und Falken am 1. März 1936.
1953 schlossen sich ehemalige Mitglieder der Adler und Falken im von Pudelko geführten Dörnbergbund zusammen, der sich erst in den 1990er Jahren auflöste. Der Dörnbergbund kooperierte im sogenannten Überbündischen Kreis mit den Ehemaligenverbänden anderer völkischer Jugendorganisationen der Weimarer Republik, darunter der Freundeskreis der Artamanen und der Freundeskreis ehemaliger Nordungen, der der Deutschen Glaubensbewegung zuzurechnen war.

## Bekannte Mitglieder
- Wilhelm Engel (Historiker)
- Wilhelm Kotzde-Kottenrodt (Schriftsteller)
- Karl Laforce (Beteiligter des Hitlerputschs)
- Johann von Leers[6] (Universitätsprofessor, NS-Publizist)
- Theodor Oberländer (NS-Ostforscher, BHE/CDU-Politiker)
- Alfred Pudelko (Lehrer, nationalsozialistischer Rassentheoretiker)
- Horst Rechenbach
- Friedrich Schmidt (NS-Politiker)
- Lothar Stengel-von Rutkowski (nationalsozialistischer Rassentheoretiker)[7]
- Matthes Ziegler (Theologe, Mitarbeiter im Amt Rosenberg)